# Браян Ґуделл
Браян Ґуделл (англ. Brian Goodell, 2 квітня 1959) — американський плавець.
Олімпійський чемпіон 1976 року.
Призер Чемпіонату світу з водних видів спорту 1975 року.
Переможець Панамериканських ігор 1979 року.